# 灈阳街道
瞿阳街道，是中华人民共和国河南省驻马店市遂平县下辖的一个乡镇级行政单位。

## 行政区划
瞿阳街道下辖以下地区：
前进社区、铁西社区、富强社区、金山社区、泰安社区、寄桥社区、王陈社区、高集社区、马庄社区、郭庄社区、前先庄社区和徐店社区。

## 交通
- 京广铁路：遂平站